# Service international pour l'acquisition d'applications agricoles biotechnologiques

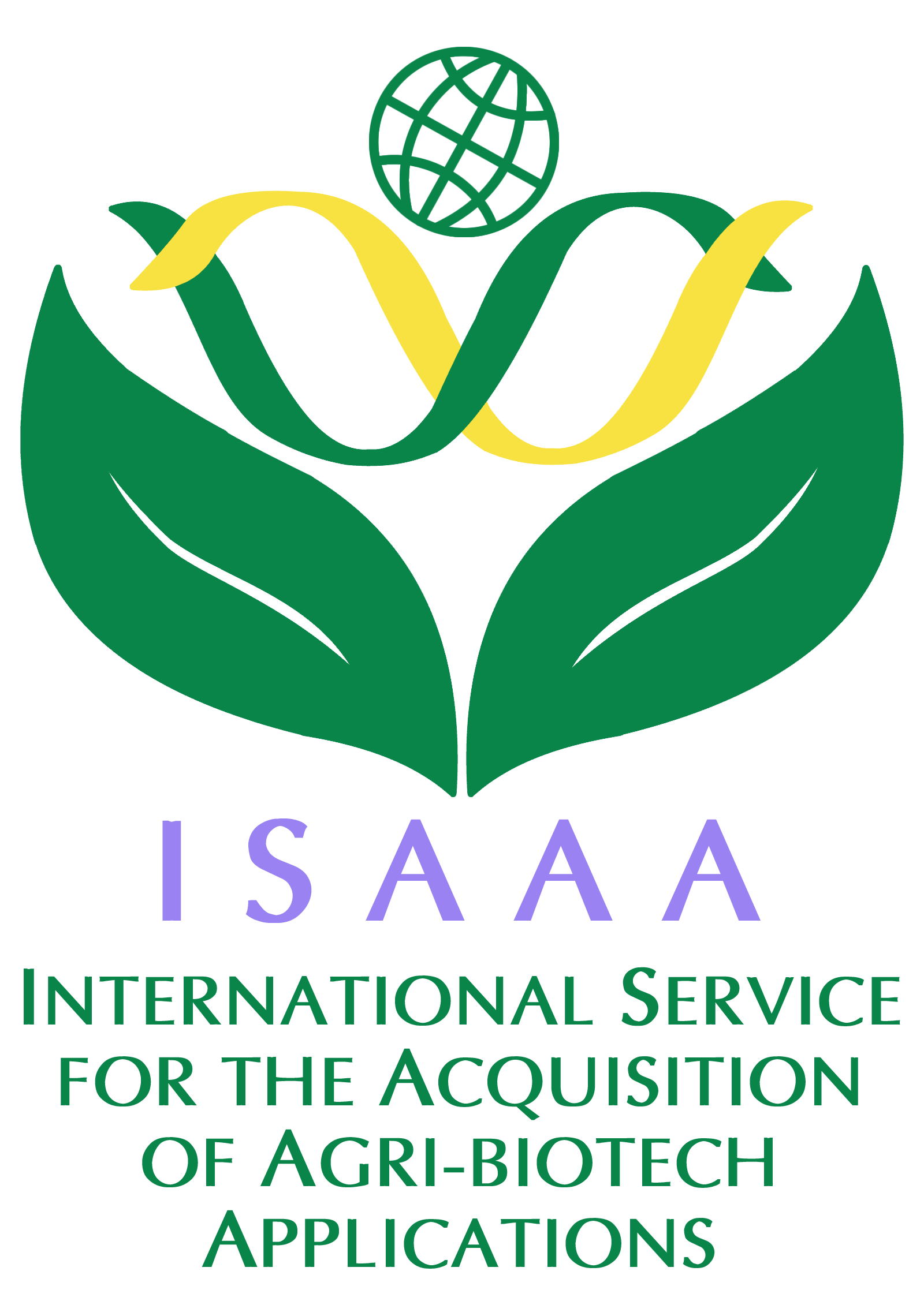
Logo du Service international pour l'acquisition d'applications agricoles biotechnologiques

Le Service international pour l'acquisition d'applications agricoles biotechnologiques (en anglais International Service for the Acquisition of Agri-biotech Applications, ISAAA) est une organisation internationale non gouvernementale, à statut d’organisation à but non lucratif, créée en 1991. L'ISAAA présente sa mission comme étant « la réduction de la pauvreté, en augmentant la productivité des cultures et la génération de revenus, en particulier pour les agriculteurs pauvres, et de parvenir à un environnement plus sûr et le développement d'une agriculture plus durable ».
L'ISAAA a deux objectifs principaux, premièrement le développement et le transfert de biotechnologies appropriées, en particulier des organismes génétiquement modifiés (OGM), dans les pays en développement. L'objectif second de l'ISAAA est l'établissement de partenariat entre institutions du Sud et secteur privé du Nord, ainsi que le renforcement des inter-actions entre institutions du Sud.
L'organisation est financée par des fonds publics et privés, provenant notamment d'entreprises du secteur des biotechnologies, d'agences gouvernmentales et d'organisations non gouvernementales.
L'ISAAA est connue pour publier un rapport annuel sur l'usage et les superficies plantées d'OGM sur la terre (Surfaces cultivées en OGM ) dont les calculs s'appuient sur les estimations de ventes des semenciers. Ces chiffres font référence en la matière. L'association écologiste Les Amis de la Terre considère qu'ils ont une tendance à la surestimation, en basant sur une différence de 11 % entre le chiffre de l'ISAAA et une statistique gouvernementale indienne et en l'attribuant à l'ISAAA.